# Villiers-Louis
Villiers-Louis é uma comuna francesa na região administrativa de Borgonha-Franco-Condado, no departamento de Yonne. Estende-se por uma área de 11,11 km². Em 2010 a comuna tinha 479 habitantes (densidade: 43,1 hab./km²).